# هوزانغ (مقاطعة فراشبند)
هوزانغ (بالإنجليزية: Mazraeh-ye Huzang)‏ هي human-geographic territorial entity تقع في فارس في إيران. يقدر عدد سكانها بـ 114 نسمة.